# قلنسوة (لباس)
قلنسوة هي العَمْرة التي يضعها الرجال الكبار في السن في أنحاء مُختلفة من العالم الإسلامي، خصوصاً في تركيا والشام. وهي أيضًا غطاء رأس رجال اليهود المتدينين وفي صلاتهم. وهي كلمة يونانية تسمى كولوليون أو كوكلس وهي تشبه غطاء رأس "زعبوط" الأطفال. تستعمل للحماية من البرد أو المطر أو الثلج الخفيف. وتخاط في البرنوس أو القمصان أو عباءة.